# Cherusius
Cherusius is een geslacht van kreeftachtigen uit de klasse van de Malacostraca (hogere kreeftachtigen).

## Soort
- Cherusius triunguiculatus (Borradaile, 1902)